# Лепик, Марко
Марко Лепик (эст. Marko Lepik; 9 апреля 1977, Таллин) — эстонский футболист, центральный полузащитник. Выступал за национальную сборную Эстонии.

## Биография

### Клубная карьера
Воспитанник футбольной секции «ЛСМК/Пантрид» (Таллин). В высшем дивизионе Эстонии никогда не выступал. По состоянию на 1995 год играл в первой лиге за клубы «Тулевик» (Вильянди) и «Лелле ФК», откуда и призывался в сборную. О выступлениях во второй половине 1990-х годов сведений нет[уточнить].
В 2000-х и 2010-х годах играл на любительском уровне в низших лигах чемпионата Эстонии. Последним клубом футболиста стал «Ээсти Коондис»/«Ретро» из Таллина — команда, составленная из бывших футболистов сборной Эстонии.

### Карьера в сборной
Выступал за юношеские сборные Эстонии. Участник первого (после распада СССР) официального матча сборной Эстонии до 16 лет — 5 июня 1992 года против Финляндии.
Весной 1995 года призывался в национальную сборную Эстонии, будучи игроком клуба первой лиги. Дебютный матч за сборную сыграл 29 марта 1995 года в отборочном турнире чемпионата Европы против Словении, отыграв все 90 минут. Также в мае 1995 года выходил на поле в двух матчах Кубка Балтии. Всего сыграл за сборную 3 матча.